# Bobsleigh als Jocs Olímpics d'Hivern de 1948
Als Jocs Olímpics d'Hivern de 1948 celebrats a la ciutat de Sankt Moritz (Suïssa) es disputaren dues proves de bobsleigh, ambudes en categoria masculina. Es realitzà una prova de bobs a 2 entre els dies 30 i 31 de gener i una altra de bobs a 4 entre els dies 6 i 7 de febrer de 1948 a l'Olympia Bobrun St. Moritz-Celerina.

## Comitès participants
Hi participaren un total de 71 competidors de 9 comitès nacionals diferents.
| - Argentina (4) - Bèlgica (5) - Estats Units (12) - França (10) - Itàlia (10) |  | - Noruega (8) - Regne Unit (10) - Suïssa (8) - Txecoslovàquia (4) |

## Resum de medalles
| Prova            | Or                                                                                    | Argent                                                                                 | Bronze                                                                             |
| Bobs a 2 Detalls | SuïssaSuïssa II · Felix Endrich · Friedrich Waller                                    | SuïssaSuïssa I · Fritz Feierabend · Paul Eberhard                                      | Estats UnitsUSA II · Frederick Fortune · Schuyler Carron                           |
| Bobs a 4 Detalls | Estats UnitsUSA II · Francis Tyler · Patrick Martin · Edward Rimkus · William D'Amico | BèlgicaBèlgica I · Max Houben · Freddy Mansveld · Louis-Georges Niels · Jacques Mouvet | Estats UnitsUSA I · James Bickford · Thomas Hicks · Donald Dupree · William Dupree |

## Medaller
| Posició | País         | Or | Argent | Bronze | Total |
| 1       | Suïssa       | 1  | 1      | 0      | 2     |
| 2       | Estats Units | 1  | 0      | 2      | 3     |
| 3       | Bèlgica      | 0  | 1      | 0      | 1     |
|         |              |    |        |        |       |
| Total   | Total        | 2  | 2      | 2      | 6     |